# Adam Tylus
 Adam Tylus  (ur. 20 grudnia 1944) – generał brygady SZ RP; szef Sztabu Służb Technicznych-zastępca Głównego Inspektora Techniki WP (1990–1993).

## Życiorys
Adam Tylus w październiku 1963 rozpoczął zasadniczą służbę wojskową. W latach 1964–1969 był słuchaczem Wojskowej Akademii Technicznej w Warszawie. W 1969 po ukończeniu WAT otrzymał przydział służbowy do Chełmna, gdzie objął stanowisko starszego wykładowcy w 8 Szkolnym pułku samochodowym (JW 1955). Następnie pełnił służbę w Jarominie, gdzie na stanowisku starszego pomocnika kierownika sekcji technicznej w 61 pułku artylerii Wojsk Obrony Przeciwlotniczej. W 1969 został skierowany do Gdańska, gdzie pełnił służbę na stanowisku starszego pomocnika kierownika sekcji technicznej w 20 Dywizjonie Artylerii Rakietowej 7 DDes. 
W latach 1970–1973 był pomocnikiem szefa wydziału technicznego, a następnie był szefem Służby Czołgowo-Samochodowej w 34 pułku desantowym w Słupsku. W 1976 był kierownikiem sekcji technicznej-zastępca dowódcy 7 batalionu remontowego w Słupsku. W tym samym roku odbył kurs specjalistyczny w Wojskowej Akademii Technicznej i został wyznaczony w 34 pdes na szefa Służb Technicznych-zastępcę dowódcy pułku. W okresie 1980–1981 szef Służby Czołgowo-Samochodowej w 7 DDes w Gdańsku. W roku 1981 ukończył kurs szczebla operacyjno-taktycznego w Akademii Sztabu Generalnego WP w Warszawie, po którym objął obowiązki szefa Służb Technicznych-zastępcy dowódcy 16 Dywizji Pancernej w Elblągu. 
W latach 1984–1986 był słuchaczem Akademii Sztabu Generalnego Sił Zbrojnych ZSRR i po ich ukończeniu pełnił funkcję szefa sztabu-zastępcy szefa Służb Technicznych Śląskiego Okręgu Wojskowego we Wrocławiu. W latach 1987–1988 był szefem sztabu-zastępcy szefa Służb Technicznych w Pomorskim Okręgu Wojskowym w Bydgoszczy. W okresie 1989–1990 szef Służb Technicznych-zastępca dowódcy POW. W 1990 otrzymał przydział służbowy w Warszawie, gdzie objął stanowisko szefa Sztabu Służb Technicznych-zastępca Głównego Inspektora Techniki WP. Na tym stanowisku awansowany w 1992 na generała brygady przez prezydenta RP Lecha Wałęsę. 
Zawodową służbę wojskową zakończył 12 maja 1993 odchodząc ze względu na stan zdrowia na podstawie decyzji Głównej Wojskowej Komisji Lotniczo-Wojskowej nr 1/II/93 z 4 stycznia 1993 i decyzji Ministra Obrony Narodowej z dnia 4 kwietnia 1993. Po zakończeniu służby przez dwa lata pracował w zespole doradców cywilnego wiceministra obrony narodowej ds. wychowawczo-społecznych Bronisława Komorowskiego w rządach Tadeusza Mazowieckiego, doprowadził do podpisania przez MON umowy na dostawę terenowych mercedesów dla armii. 14 maja 1994 podjął także pracę w firmie Sobiesława Zasady. Następnie został zastępcą prezesa firmy Ster-Projekt i Ster-Projekt Technologie C4I, zajmującej się projektowaniem i wdrażaniem systemów dowodzenia i kierowania, przeznaczonych dla wojska. Jednocześnie był stałym doradcą sejmowej Komisji Obrony Narodowej, której przewodniczył Bronisław Komorowski.

## Awanse
- podporucznik – 1963[1]

(...)
- generał brygady – 11 listopada 1992[3][2]

## Ordery, odznaczenia i wyróżnienia
- Krzyż Kawalerski Orderu Odrodzenia Polski[2]
- Złoty Krzyż Zasługi[2]

i inne